# Odynerus margaretellus
Odynerus margaretellus är en stekelart som beskrevs av Sievert Allen Rohwer 1915. Odynerus margaretellus ingår i släktet lergetingar, och familjen Eumenidae. Inga underarter finns listade i Catalogue of Life.